# Céhbehívó tábla
A céhbehívótábla (céhtábla, behívótábla) egyes középkori–koraújkori céhek fontos hatalmi jelvénye volt: ennek körbeküldésével hívták össze a céh gyűléseit. Az üzenet átadója a tábla felmutatásával igazolta, hogy az üzenet hivatalos és a céhmestertől ered.
Erre különösen a középkor elején volt szükség, amikor a mesterek nagy többsége még írástudatlan volt, szükségképpen az asszociatív memória a mainál sokkal vizuálisabb volt; képeken, szimbólumokon alapult — igazoló jellege azonban később is fennmaradt, hasonlatosan ahhoz, ahogyan ma a pecsétes papírokat fogadjuk el hivatalosaknak. Funkciója tehát körülbelül olyan volt, mint más szervezetekben az idézőpecséteké (billogoké). A céhekéhez hasonló módszerrel járattak táblát egyes városokban (Kalotaszeg, Bánffyhunyad stb.) és egyes alkalmakkor (például temetések előtt) az ún. utca-elöljárók. Néhány helyen a presbitereket is táblával hívták gyűlésbe. A tábla alak valószínűleg a behívó jelvényekből fejlődött ki.

## Elterjedése
Használatáról a legkorábbi emlékek Észak-Itáliából maradtak fenn. Kultúráját valószínűleg a hospesek hozták magukkal Magyarországra. A Nagy Lajos uralkodása alatt megszervezett első magyarországi céhek már valószínűleg használták, de ennek emlékei nem maradtak fenn.
Német nyelvterületen csak Észak-Németországban használták, de ott is csak szórványosan; a behívó jelvények gyakoribbak voltak.
Szórványosan használták Kelet-Sziléziában, alighanem Szászországban és az Észak-Csehországban található Luzsica (Lausitz) történelmi tájon (Ladebrett, illetve Gebotebrett néven). Utóbbi helyen (akárcsak az erdélyi szászoknál) nemcsak a céhek használták, hanem a községi közigazgatás is.
A Kárpát-medencében sokáig csak Erdélyből ismerték, de idővel kiderült, hogy használata meglehetősen gyakori volt az egész Magyar Királyságban, sőt, még a vele perszonálunióban állt Horvátországban is.
Az Érchegység Vogtlandnak nevezett részén a hasonló alakú és rendeltetésű ferula helyettesítette.

## Elnevezései
A „behívótábla” megnevezés a magyar szakirodalom sajátossága; a táblákon efféle megnevezés soha nem szerepelt. A magyar céhes emlékek közül egyetlen, ehhez hasonló a miskolci egyesült céh 1812-ben készült táblája, amelyen az „Einladungs Zeichen” (behívójelvény) felirat áll.
Ugyancsak a szakirodalomban nevezik időnként „bemondótáblának” is — főleg azt a fajtáját, amely írott üzenet közvetítésére nem volt alkalmas. A budai mészáros céh 1741-ben készült bemondótáblájának felirata „Einsag” (azaz Bemondó).
A millenniumi kiállításon (Ezredéves Országos Kiállítás) a céhtáblák egy csoportját „céhkihordótábla” megnevezéssel mutatták be.
Rómer Flóris 1905-ben „meghívótáblának” nevezte; a Somogy vármegyei Nagyatád takácsainak egykori tábláját „beparancsoló-tábla” elnevezéssel vették leltárba 1907-ben.
A magyar nyelvű táblák többségének felirata rendkívül egyszerű: „tábla”, illetve „a céh táblája”; Észak-Magyarországon (Rozsnyón, Jolsván, Miskolcon (sőt, Debrecenben is) pedig „jel”, illetve „a céh jele”. A miskolci tímárok behívólevele 1922-ben a társulat „közjelének” nevezte. Egerben és Debrecenben időnként „hirdetőtáblának” nevezték. A Sáros vármegyei behívótáblák neve „künnjáró jel” volt.
A tudomány álláspontja szerint „jel” elnevezés a latin „insigne” vagy „signum”, illetve a német „Zeichen” fordítása. A magyarországi német nyelvű céhbehívótáblák neve általában „Zeichen”, illetve „Zunftzeichen”, Erdélyben azonban a „Tafel” vagy „Tafelt” név is előfordul. Latinul többször „tabula” néven említik; a horvát neve „tablica” volt. A táblákat a szlovák szakirodalom „zvolácia tabulka” néven tartja számon, a román szakirodalom pedig „tabla de breasla”, „tabla breslei” vagy „tabla umblatoare” néven.
Egyedi szóalkotással a csákvári csizmadiák „járatótáblának”, a kézdivásárhelyi szűcsök pedig „kerülőtáblának” hívták táblájukat, Rozsnyón pedig egy irat szerint „halotti hirdető táblácskával” hívták halottvirrasztásra a céh tagjait.

## Kialakulása
Közvetlen elődjének a behívójelvény tekinthető. Amint ezt később részletezzük, a behívójelvény körülküldésének szokása a behívótáblák kialakulása után a legénytársaságokban élt tovább. Átmeneti formák a jelvény alakú (a mesterségre utaló) behívótáblák; a legfejlettebb változat a névsortábla.

## A tagok összehívásának okai
A céh tagjainak egybehívására számos okból lehetett szükség.
- Ezek közül a legfontosabb a tagok rendes, negyedéves, ún. kántorgyűlése volt. Lehettek ennél jóval sűrűbb: havi, sőt, akár heti gyűlések is — leginkább olyankor, ha a dönteni való fölszaporodtak. Ezeken a gyűléseken hozták az érdemi döntéseket, választották meg a céh vezetőit stb.
- Rendkívüli gyűléseket rendkívüli események miatt tartottak. Ilyen volt egy-egy tag halála, valamelyik tag sürgős ügyének tárgyalása stb. A rendkívüli gyűlés egybehívásáért az egybehívató, táblát járató tagnak külön taksát kellett fizetnie. A debreceni késcsináló céhben például a legénynek mesterségbe állásához táblát kellett indíttatnia, miként akkor is, ha mesterséget akart váltani. A miskolci bodnár céhben a legénynek akkor is egybe kellett hívnia a céhet, amikor elkezdte a mesterremek elkészítését, és akkor is, amikor azt befejezte. A kassai borbélyoknak (seborvosoknak) a súlyosabb műtétek előtt táblát kellett járatniuk, hogy a beavatkozás előtt meghallgathassák az esetről a kollégák véleményét (mai szavakkal: konzíliumot tartsanak).

A tagokat különféle okokból a céhek kiterjedt társadalmi-szociális szerepvállalása miatt is összerendelték. Így például az Abaúj–Zemplén–Borsod és a Gömör vármegyei molnárok közös céhszabályzata 1670-ben úgy rendelkezett, hogy ha valamely céhbeli mesterember vagy hozzátartozója meghalna, azt a céhmesternek hírül adják, ő pedig táblát járasson, hogy a közelvalókat begyűjtvén a halottat tisztességgel temessék el.

## A tábla
Funkcionálisan kétféle behívótáblát különböztetünk meg: azt, amellyel írott üzenetet továbbítottak és azt, amely ilyesmire nem volt alkalmas — az ilyen táblát csak felmutatták, és az üzenetet szóban adták át. A tábla járatásával nem csak a gyűlést hívták egybe, hanem a céh közleményeit is így hirdették ki.
A tábla fából vagy fémből készült. Amint neve is mutatja, általában (de nem mindig) lapos volt, de igen változatos alakú. A Leggyakrabban pajzs alakúra képezték ki és a céh jelképeivel díszítették — ezek gyakran címerszerű jelképek vagy valódi címerek voltak. Aljára nyelet erősítettek, hogy kézben lehessen tartani vagy a tetejére karikán láncot fűztek át, hogy nyakba lehessen akasztani. A pajzs idővel gyakran téglalappá módosult (a nyélnél az egykori pajzs alakra emlékeztető csúccsal). Emellett előfordultak a céh jellegére utaló formák is:
- a halász céhek táblája gyakran volt hal alakú,
- a vargáké kaptafa alakú,
- németprónai posztósoknál díszes orsó stb.

Általános szabály, hogy a lapos (valóban tábla) forma a céhmester által körbeküldött és a mesterek egybehívására szolgáló tábláknál volt szinte kizárólagos, a mesterségre utaló tárgyak pedig a legénycéhekre („kis társaságokra”) voltak jellemzőek — bár ezek a leggyakrabban saját céhládájuk egyik kulcsát járatták körbe.
Az írott üzenet továbbítására szolgáló táblákhoz tartozó üzenetet vagy a táblára szerelt dobozban (szekrénykében) helyezték el, vagy pánttal (pántokkal) szorították a táblához.
A céhbehívó tábla sommás funkcióját időnként magán a táblán is feltüntették.
- A rimaszombati mészáros céh 1803-ban készült táblájának egyik oldalán ez áll: IMHOL A NEMES MÉSZÁROS CÉNEK TÁBLÁJA MINDEN MESTEREMBER CZÉHMESTER ÚR HÁZÁNÁL MEGJELENNYEN 2 FR: BÜNTETÉS;
- A szekszárdi csizmadia céh tábláján: A KÖZÖNSÉGES SEXARDI BÖTSÜLETES CZISMAZIA CZÉHNEK TÁBLÁJA MELLY ÁLTAL MINDEN CZÉHBELI MESTEREK BIZONYOS ÓRAKOR AZ ELRENDELT HELYEN MEGJELENNI PARANNTSOLTATNAK BÜNTETÉS ALATT KÖTELESZTETNEK 1766.;
- A miskolci szabók táblájának felirata: AZ MISKOLCZI B. N. SZABÓ CZHÉ TÁBLÁJA ÉPÍTTETET CSETNEKI SZABÓ GYÖRGY FŐ CZHÉ MESTER IDEJÉBEN AZ ENGEDELMESEKK ÖRÖMÖKRE, AZ ENGEDETLENEKK BÜNTETÉSEKRE. ANNO DOMINI 1733 DIE 10 DIK MARTY.

### A névsortábla
A táblákon közzétett írásos üzenet végén gyakran feltüntették a tagok neveit is, és a mesterek a nevük mögé tett kereszttel jelezték, hogy az üzenetet megismerték, annak tartalmát megértették. A tábláknak, illetve üzeneteknek ebből a fajtájából alakult ki a céhbehívó táblák legfejlettebb fajtája, a névsortábla.
Ez olyan, nyélben végződő fatábla, illetve három- vagy négyoldalú hasáb volt, amelynek oldalaira ráragasztották a kiértesítendő céhtagok papírra írt névsorát, és az üzenetvivő ezzel járt körbe.

## A tábla körbeküldése
A „táblahordozás” kifejezést használta 1674-ben a debreceni késcsinálók céhének szabályzata. A leggyakrabban használt fordulatok a „táblajáratás”, illetve „táblajárás”. „Táblajárást” említ a debreceni szabók 1468-ban kelt és 1530-ban szó szerint átírt, I. János magyar király által megerősített kiváltságlevelének a 17. század elején készült magyar fordítása. A legrégibb, 15. századi német nyelvű céhlevelek Erdélyben, továbbá a Szepességben és más felső-magyarországi városokban a „Wenn man das Zeichen umgetragen” (Segesvár, 1484), „umschickt” (Bártfa, 1499), „umsendet wird” (Késmárk, 1515), illetve „herumbgehet” kifejezéseket használják. A táblajáratástól ez időktől a 20. század elejéig folyamatosan, jelentésének legcsekélyebb változása nélkül vannak adataink az egész történelmi Magyarországról és Erdélyből.
A behívótáblát a céhmester őrizte, tehát ő is indította el. Az erre használt kifejezések is változatosak: egyes céhekben a táblát indították, eresztették, illetve járatták, másokban kibocsátották, elbocsátották vagy eljáratták.
A tábla járatásának két változata alakult ki:
- Egyes céhekben a táblát a céh egyik tisztségviselője vitte körül. A legtöbb céhben ez az utoljára belépett mester, az ún. szolgálómester volt (őt sok helyen „ifjúmesternek” nevezték). Egyes céhekben ez a külön erre kinevezett bejárómester feladata volt — éppen ezért a nagyszombati szabó céhnél a bejárómestert egyszerűen „táblamesternek” nevezték. Mivel ez egy meglehetősen terhes tisztség volt, a titulus adott sorrendben szállt egyik mesterről a másikra, de a legtöbben igyekeztek kibújni alóla, és ennek fejében még megfelelő váltságdíjat is hajlandóak voltak fizetni. A céhtábla járatása különösen azokban a céhekben volt megterhelő feladat, amelyek tagjai egymástól messze laktak — szélsőséges esetben akár vidéken is.
- Más céhekben mindegyik mesternek gondoskodnia kellett arról, hogy a tábla az erre megszabott határidőn belül eljusson a sorban következő (értelemszerűen viszonylag közel lakó) mesterhez. A táblát nem kellett személyesen vinniük; küldhették legényükkel, sőt, akár inasukkal is. Az így értesítendő mestert „táblás szomszédnak” nevezték. Az értesítés láncolatának nem volt szabad megszakadnia, tehát a végén vissza kellett kerülnie az azt kibocsátó céhmesterhez. A sorban utolsó, a táblát a céhmesterhez visszajuttató mestert a debreceni gubacsapók „táblafiának” nevezték.

A tábla pontos és lelkiismeretes továbbítására nagyon ügyeltek. Így például a debreceni késcsinálók 1674-ben kiadott rendtartásának VI. regulája kimondja: „Hogyha valamelyik az Késcsináló Mesterek közül a Czéh Tábláját böcztelenül hordozná, avagy, hogy a Földre vagy Ablakra letenné, vagy eltévesztené, két forint bírsággal büntettessék megh; az Tábla hordozással az Késcsináló Mester Legények is tartozzanak huszonöt pénz büntetés alatt”. A táblahordozás komolyságát fejezte ki az a szokás, hogy a soron következő mester a tábla átvétele után megtisztálkodott, díszesen kiöltözött, és így vitte tovább a tábát az utána következőnek. Szigorúan ügyeltek arra, hogy a szóbeli üzenetet el ne ferdítsék — a legrégibb erdélyi szász céh például úgy rendelkezett, hogy büntetést kap, aki a „jelvényt kiforgatja” (das Verdrehen des Zeichens).
Fontos volt, hogy a tábla gyorsan járjon, tehát az üzenetet a tagok idejében, még a küldés napján megkapják. A táblára erősített kis szekrénykébe tett üzenetek a 19–20. században gyakran fejeződnek be azzal, hogy „A tábla gyorsan járjon!”, „A táblát sietve vigyék!” vagy más, rokon értelmű felszólítással. Már a 15. századi céhek (például a segesvári szűcsök 1484. évi rendtartása) is szigorúan büntették az olyan mester, aki a behívótáblát éjszakára magánál tartotta. A munkácsi tímárok rendszabálya szerint a táblát megkapó mesternek azonnal abba kellett hagynia mindenféle munkát, és nyomban továbbítania kellett a táblát.
A nagy létszámú céhekben és azokban, amelyek tagjai egymástól messze laktak, több behívótáblát is használtak egyidőben. ismeretes, hogy a szatmárnémeti és a debreceni szűcsök hat-hat behívótáblát köröztettek, a miskolci csizmadiákról pedig tudjuk, hogy 1855-ben négy új behívótáblát csináltattak a meglévő nem tudni, mennyi mellé. A miskolci szűcsök négy táblát járattak. Szinte bizonyosra vehető, hogy a veszprémi molnároknak nem azért volt két, szinte teljesen egyforma behívótáblája egyaránt 1787-es jelzéssel, mert olyan sokan lettek volna, hanem mert a patakokon alulcsapott vízikerekekkel működtetett malmok egymástól messze álltak.
A ccéh hatékony működésének egyik legfontosabb feltétele az volt, hogy a tagok megjelenjenek a gyűléseken. Ezért a meg nem jelenő és magát kellő indokkal ki nem mentő mestereket már a legrégibb időktől szigorúan büntették:
- a debreceni szűcsök 1449-ben kelt rendelete 4 pint borra büntette azt, aki a céhmesterek hívására nem jelent meg;
- a veszprémi tobakcéh 1692. évi rendszabálya szerint az a mester, aki a táblával meghirdetett gyűléstől távol maradt, először, illetve másodszor egy-egy forint, harmadszor azonban már négy forint bírságot fizetett;
- a szenci gombkötők rendelkezése szerint a gyűlésen meg nem jelenő mestertől a céhmester karhatalommal zálogot vehetett.

Azt a mestert, aki megtagadta a céhtábla továbbadását, jogainak felfüggesztésével büntették, miként azt is, aki nem jelent meg a céhmesterválasztó gyűlésen. Így például a kassai csizmadia céh 1663-as határozata szerint: „Pásztor István a böcsületes céh tábláját el nem vette és az órára be sem ment és a céhmester választásra is voxot (szavazatot) nem adott, hanem contumaciter (megátalkodottan) csak odahagyta őkegyelmeket, annak okáért őkegyelmek is ez naptól fogva a céh tábláját hozzája nem bocsátják, valameddig dolgát el nem igazítja”.